# スーパーピットフォール
『スーパーピットフォール』は1986年9月5日にポニー（現ポニーキャニオン）から発売されたファミリーコンピュータ用アクションアドベンチャーゲーム。
米国アクティビジョン社のゲーム『ピットフォールII』（1984年）のアレンジ移植版だが、内容はオリジナルと大幅に異なる。
後に日本国内ではPC-8801用ソフトとして発売され、北米ではTRS-80 CoCo用ソフトとして発売された。

## ゲーム内容

### システム
スタートボタンで開始またはゲーム中のポーズ、セレクトボタンでプレイヤー数を選択。十字キーで左右への移動やはしごによる上下の移動、下ボタンでしゃがむ。Aボタンはジャンプ、Bボタンで唯一の攻撃手段であるピストルを撃てるが、弾数制限があり無尽蔵に使うことができずゲーム開始時の初期状態は20発。どこかに隠されているピストルを獲得することで20発ずつ補充可能。本作には体力やライフといった概念は無く、敵や敵の放つ攻撃に触れてしまうと即座にミスとなり残機を一人失ってしまう。ミス後の再開時には約3秒程無敵状態で始まるが、この状態でも下記のトゲやマグマへの接触に対しては問答無用でミスになってしまう。なお残機を全て失うとゲームオーバーとなる。ゲームオーバー後にタイトル画面に戻るが、特定コマンドを入力するとスコア以外を継続した状態でゲームオーバー直前の場面からコンティニューができる。

### 難易度
スタート地点にあるハシゴを降りるとそのままトラップの下に落ちる、必要なアイテムをすべて揃えるには広大で迷いやすい画面を上下左右しらみつぶしに調べなくてはならない、マップ移動に必要なワープポイントもアイテム同様に隠されていることから難易度は非常に高いと言える。

### 地形
ハシゴ
上下に移動したり、ハシゴに掴まってトラップを回避したりできる。
地底湖
泳いだりできるが、その間はピストルを使用できない。ただし底面でしばらく十字キーを下に入れ続けることで歩行が可能となりこの状態であればピストルを使用可能。
滝
触れると地底湖まで落下する。
ロープ
天井から吊り下げられている。掴まることができる。
紋章のある壁
紋章は全4種類あり「♠（スペード）」、「♥（ハート）」、「♦（ダイヤ）」、「♣（クラブ）」に対応した水晶玉をはめ込むことで通過できる。
リフト
左右に移動する。上に乗ることができる。
エレベーター
ラージ・ダイヤモンドの付近でのみ出現。下に降りることができる。ただし降りるのみで一度下がった高度からは上がることはできない。
風船
ある場所で出現。掴まると上昇するが、天井にぶつかると破裂して落ちる。掴まっている間に十字キーの上を押すと急上昇し、十字キーの下を押すと上昇速度を落とすことができるが、一度上がった高度より下がることは不可能。
トゲ
地面にあるトラップ。触れるとミス。ミス後の再開時の無敵状態であってもこれは例外である。
落下する天井
同様にぶつかるとミス。実際に落ちてくるまで分らない。
吊天井
不気味な音を立てながら上下する。先端のトゲに当たるとミス。
マグマ
落ちるとミス。溶岩を噴き出す所もある。ミス後の再開時の無敵状態であってもこれは例外であるが、溶岩に対してはこの限りでは無い。

### アイテム
ラージのダイヤモンドや金塊以外のアイテムは原則的に隠しアイテム扱いで、特定の場所をジャンプすることで出現する。
ピストル
20発撃てる銃弾が込められている。10,000点のボーナス。
金塊
取るとボーナス。ボリュームによって得点が異なる3種類があり、小（1段積1個）は3,000点、中（2段積3個）は9,000点、大（3段積6個）は18,000点のボーナス。全て手に入れるとエンディングで異なるメッセージが出現する。
水晶玉
「♠（スペード）」、「♥（ハート）」、「♦（ダイヤ）」、「♣（クラブ）」の4種類の紋章があり、それぞれに対応する紋章の壁に使うと通過できる。20,000点のボーナス。
目玉マーク
ポニーキャニオンで使用されているロゴマーク。ハリーが1人増える。
カギ
クイッククローが閉じ込められている檻を開ける。20,000点のボーナス。
ラージのダイヤモンド
ハリーの探検の最初の目的。50,000点のボーナス。
薬
石化したロンダを元の姿に戻すのに使う。50,000点のボーナス。
十字架
地底世界にある。攻撃を防ぐ効果がある。10,000点のボーナス。
ヒランヤ
同じく地底世界で入手。六芒星をかたどった紋章。取ると約10秒間無敵になり、その間は敵との接触や敵弾に触れてもやられない上、体当たりで敵を一方的に倒せる。10,000点のボーナス。
ルビーの指輪
地底世界にある。取ると20,000点のボーナス。

## 設定

### ストーリー
主人公の探検家・ハリーは地底王国の秘宝「ラージ・ダイヤモンド」を探し求めているが、探険の途中で地底人に捕らわれた姪のロンダと愛猫クイッククローを救出すべく洞窟と地底王国を東奔西走する。

### ステージ構成
メインの洞窟と、ワープコンドルに掴まることで行くことができる3箇所の隠し洞窟、そして地底人がはびこる地底王国に分かれている。ワープコンドルは出現箇所が決まっている他、ゲーム中それぞれ一度しか行くことができないため最重要アイテム（本作では「クイッククロー」、「ロンダを元に戻す薬」、「ロンダ」）を回収できなかった場合はクリア不可能になる。

## 登場キャラクター

### 主要キャラクター
ハリー
本作の主人公。
ロンダ
ハリーの姪。地底人に拉致され、さらに石化される。救出すると50,000点のボーナス。
クイッククロー
ハリーの愛猫。地底人に拉致され、さらに檻に幽閉される。救出すると50,000点のボーナス。

### 敵キャラクター
原則的に敵を倒す手段は「ピストルによる弾丸を命中」させるか、「ヒランヤで無敵状態になっている間で体当たり」で倒すことのみ。大抵は1発で倒せるが、中には2～5発当てないと倒せないキャラや何発当てても決して倒せない不死身キャラもいる。なお上術通りどちらであってもピストル＆ヒランヤは有限リソースであるため無尽蔵に使えない上、一度倒した敵はスクロールアウト等ですぐ復活するため、可能な限り無用な闘いは避けていくことがクリアの為には重要な要素となる。なお敵との接触でミスとなってしまった場合、接触した（不死身キャラを除く）敵は消滅し倒した扱い（スコアが加算される）となる他、この時に大量の敵が一気に接触してきた場合残機が一気に増やせる裏技がある。

#### 地上
カエル
一定の場所を左右にピョンピョン跳ねる他、プレイヤーを執拗に追いかけてくるタイプも存在する。どちらも500点。また後者のタイプを左右スクロールで誘導し大量増殖させて上記の「残機を一気に増やせる裏技」が可能。
ヘビ
地面を這う。直立した状態でのみピストルで倒すことができる。1,000点。
コンドル
上空を飛ぶ。ワープコンドルに掴まるとどこかの洞窟にワープする。撃つと1,000点。なお弾丸を命中させても倒せないものはワープコンドルであり見分けができる他、飛行の軌道が両者で違いワープコンドルの方は上下にあまり動かず一定区間の左右を常に往復している。またワープコンドルは出現箇所がある特定の3箇所とあらかじめ決まっている。
クモ
左右に移動する。体が小さいため、はしごで目線と同じ高さまで降りて、ピストルを発射しないと当たらない。2,000点。
サソリ
ハリーに突進してくる他は、倒し方などはクモと同じ。2,000点。
コウモリ
天井に逆さになっているが、下に降りて波状に移動する。2,000点。
電気ウナギ
地底湖に出現。水中では底につかないとピストルが撃てないので倒すのは困難。5,000点。
ピラニア
同上。5,000点。
モアイ
地面を滑ってくる。不死身で倒す手段がないので、よけるしかない。体当たりしても消滅しないため0点。
デルゾ－
顔が頭に角が生えたドクロの幽霊で上空を漂う。不死身で倒すことはできない。体当たりしても消滅しないため0点。

#### 地底王国
アルマ
緑色の怪物で、口から火の玉を吐いてくる。ピストル2発撃ち込めば倒せる。正面から真向に勝負するのはあまりにも分が悪すぎる為、安全かつ確実に倒したいのであればジャンプで飛び越して背後へ回り込みそこからピストル攻撃する手法が有効となるが、本作品では攻撃手段が有限リソースであるが故全て駆逐することはまず不可能。2,000点。新品ピストル1丁の20発に対し10体しか倒せない。
ヤリガイ
ヤドカリの化け物。倒し方などはクモと同じ。2,000点。
アンモナイト
古代生物の生き残りで、顔を出した状態でないと攻撃が通用しない。2,000点。
ホネラマ
猫の骸骨。倒し方などはクモと同じ。2,000点。
地底人ノーム
お面をかぶった地底人で槍を投げつける。ピストル4発撃ち込めば倒せるが、アルマ同様安全策で行くのならジャンプで背後へ回り込んでからピストル攻撃する。新品ピストル1丁の20発に対し5体しか倒せないという点から基本的には無視していくのが最も無難であるが、ヒランヤを取得した場合は逆に一方的に倒すことができる。3,000点。
地底人ガイア
頭が骸骨の地底人でドクロを吐いて攻撃する。ピストル5発撃ち込めば倒せるが、アルマやノーム同様安全策で行くのならジャンプで背後へ回り込んでからピストル攻撃する。なおアルマ、ノーム、ガイア全員共画面端か壁に当たらない限り途中で方向転換をすることはない。新品ピストル1丁の20発に対し4体しか倒せないという点から基本的には無視していくのが最も無難であるが、ヒランヤを取得した場合はノーム同様に一方的に倒すことができる。3,000点。
ドクロシャツ
上空を飛び、骨を落とす。たまに下に降りてくる。スコアは高い10,000点だが倒すのが困難。
ラドン
はしごの途中でいきなり横から現れる。スコアは10,000点でドクロシャツ同様倒すのが困難。
ドクロラドン
頭がドクロをしたラドン。動きなどはラドンと全く同じ。こちらもスコアは10,000点だが上述同様倒すのが困難。

## 移植版
| No. | タイトル               | 発売日     | 対応機種    | 開発元         | 発売元                     | メディア           | 型式      | 売上本数 | 備考 |
| --- | ---------------------- | ---------- | ----------- | -------------- | -------------------------- | ------------------ | --------- | -------- | ---- |
| 1   | スーパーピットフォール | 1986年11月 | PC-8801     | ポニー         | ポニー                     | フロッピーディスク | M58C-5514 | -        |      |
| 2   | Super Pitfall          | 1988年     | TRS-80 CoCo | マイクロニクス | タンディ・コーポレーション | フロッピーディスク | 26-3171   | -        |      |

## 評価
ファミリーコンピュータ版
ゲーム誌『ファミリーコンピュータMagazine』の読者投票による「ゲーム通信簿」での評価は以下の通りとなっており、17.06点（満30点）となっている。同誌1991年5月10日号特別付録の「ファミコンロムカセット オールカタログ」では、「もとはパソコンゲームなだけに簡素で奥が深い」と紹介されている。
| 項目 | キャラクタ | 音楽 | 操作性 | 熱中度 | お買得度 | オリジナリティ | 総合  |
| 得点 | 2.61       | 3.17 | 2.96   | 2.87   | 2.76     | 2.69           | 17.06 |

## 関連作品
- ピットフォール
- ピットフォールII（英語版）- 縦横に広がる迷路のような洞窟や泳げる地底湖、掴まると宙に浮く風船などが追加された続編。本作のベースとなった。
- アトランチスの謎 - 米国において『スーパーピットフォールII』と題してアクティビジョンより販売が予定されたが、諸事情で実現しなかった[6]。